# Seznam urugvajskih slikarjev
Seznam urugvajskih slikarjev.

## B
- Juan Manuel Blanes (1830 - 1901)

## O
- Víctor Ocampo

## Q
- Carmelo Arden Quin (1913 - 2010)

## S
- Felipe Seade

## T
- Joaquín Torres García

## V
- Carlos Páez Vilaró